# Ист Сиракјус (Њујорк)
Ист Сиракјус (енгл. East Syracuse) град је у америчкој савезној држави Њујорк.

## Демографија
По попису из 2010. године број становника је 3.084, што је 94 (-3,0%) становника мање него 2000. године.
| Група             | 2000.         | 2010.         |
| Белци             | 2.995 (94,2%) | 2.735 (88,7%) |
| Афроамериканци    | 46 (1,4%)     | 93 (3,0%)     |
| Азијати           | 8 (0,3%)      | 23 (0,7%)     |
| Хиспаноамериканци | 37 (1,2%)     | 81 (2,6%)     |
| Укупно            | 3.178         | 3.084         |